# Day of Defeat
Day of Defeat (DoD), ("día de la derrota" en español) , es un videojuego multijugador por equipos de disparos en primera persona ambientado en el frente occidental de Europa durante la Segunda Guerra Mundial. Los gráficos y sonidos del videojuego han sido influidos por la película Salvar al soldado Ryan.

## Juego
Day of Defeat simula las batallas de infantería entre los adversarios de la Segunda Guerra Mundial: el Eje (Axis) y los Aliados (Allies); y en algunos mapas, como dod_flash o dod_caen, los Británicos (British). La finalidad es completar varios objetivos de cada misión.
Los jugadores escogen en qué lado lucharan y qué clase de personaje serán sus soldados. Hay clases únicas para los Aliados (Estados Unidos y Reino Unido) y para el Eje (Alemania nazi). La clase determina qué armas llevan y su apariencia.
Cada ronda comienza con los dos equipos simultáneamente en sus respectivas zonas de regeneración. Una ronda termina cuando un equipo completa todos sus objetivos.
Las muertes del jugador se convierten en refuerzos que se proveen según un temporizador. Los refuerzos se originan en sus zonas de regeneración y pueden estar compuestas desde un soldado hasta todo el grupo. El temporizador de refuerzos varía generalmente entre 10 y 20 segundos, según el servidor.
Como otros mods de Half-Life, Day of Defeat mantiene los datos de cada jugador, sobre cuantos enemigos ha matado, los objetivos por equipo y cuantas veces el jugador ha muerto. El juego también marca una puntuación total por equipo que refleja principalmente los objetivos conseguidos.
Tras muchas rondas, el juego termina cuando el tiempo límite seleccionado expira, y el equipo que haya alcanzado más objetivos será el ganador sin importar los enemigos muertos o sus propias bajas. También puede darse el caso de un empate si ningún equipo consigue los objetivos o la puntuación por equipo es igual en cada bando. Al final del juego aparece el tablón con puntuaciones y el juego es reiniciado, generalmente a otro mapa.

## Objetivos
Los mapas de Day of Defeat no siempre tienen los mismos objetivos para ambos equipos. Destaca tres tipos de objetivos:
- Captura de bandera. Los jugadores pueden capturar una bandera situándose cerca de ella durante un tiempo variable. Algunas banderas necesitan más de un jugador para ser capturadas. Las banderas se muestran sin capturar (en gris), capturadas por el Eje (en rojo) o capturadas por los Aliados (en verde). En general las banderas pueden ser recapturadas, pero ciertos mapas no permiten que una bandera ya capturada sea recapturada.

- Destruir el objetivo. Los jugadores deben destruir un objetivo colocando una bomba. Las bombas se obtienen en la zona de regeneración, aunque también pueden ser recuperadas de los cuerpos de compañeros muertos. Para colocar la bomba el jugador debe situarse en la zona prevista durante un tiempo. Las bombas pueden ser desactivadas y siempre causan una gran explosión.

- Capturar el objetivo. Se trata de una variación de captura de bandera, pero el objetivo en vez de una bandera es otro objeto, como un camión, un avión o un edificio.

## Historia
Day of Defeat comenzó como un Mod de Half-Life en 2001. Más tarde, el grupo DoD (nombre de los desarrolladores del videojuego) fueron comprados por Valve y crearon una versión independiente publicada por Activision. La versión 1.0 fue lanzada oficialmente en mayo de 2003. La versión 1.1 se lanzó el 14 de noviembre utilizando el sistema Steam.
Con el lanzamiento inicial del juego (donde sólo se podía elegir las clases de infantería de apoyo, sargento, soldado y francotirador), la velocidad del personaje dependía de la clase. Los soldados eran los más veloces, y la infantería de apoyo los más lentos. Los sargentos tenían una velocidad media.
Esto se consideró completamente irreal, porque si los desarrolladores se basaban en el peso del armamento para la velocidad (que era la suposición general antes de la salida de la Beta 2.0), los suboficiales de cada bando (el sargento mayor estadounidense y el unteroffizier alemán) deberían moverse a distintas velocidades, ya que el subfusil Thompson es más pesado que el MP40.
Con la salida de la Beta 2.0, se pudo ver la eliminación de la diferencia de velocidad y una expansión de clases de personaje. Esta versión añadió el sargento de primera (Staff Sergeant) con la carabina M1 para los Aliados. Los alemanes tenían ahora dos versiones del arma de los Fallschirmjäger, el FG 42 (uno con bípode y otro con mira telescópica), y el fusil de francotirador fue sustituido por un Karabiner 98k con mira telescópica.
Además, cada bando recibió ametralladoras, la Ametralladora Browning M1919 para los aliados, y  para los alemanes, la MG42, lo que añadió un nuevo elemento táctico al juego. Se hicieron varios cambios para que el juego fuera más realista, como eliminar la posibilidad de saltar y disparar. Se introdujeron la posibilidad de golpear con la culata en algunas armas, y poder situarse de rodillas o tumbado para mejorar la puntería.
En la Beta 3.0 se agregó un nuevo sistema de juego, los mapas "para_", con un funcionamiento por rondas similar al Counter-Strike, donde no hay objetivos, sino que se debe eliminar al bando contrario, que provocó cierto rechazo, hasta llegar a ser eliminado en la versión 1.0. Adicionalmente, una nueva clase, el sargento aliado fue creada, que llevaba el arma M3 Grease Gun.
En el lanzamiento de la versión 1.0 se incluyeron bastantes características nuevas que no fueron bien recibidas por una parte de los jugadores veteranos, pero que por otro lado invitaba a los nuevos jugadores (especialmente del Counter-Strike). El juego era menos realista pero más divertido: se eliminaba por defecto el fuego amigo, se añadió un mapa para poder ver a los miembros del grupo y las granadas, la recarga de munición era automática y se añadía un símbolo encima de las cabezas de los jugadores para distinguir entre aliados y enemigos.

## Armas
Day of Defeat presenta el armamento histórico utilizado en la Segunda Guerra Mundial: M1 Garand, Carabina M1, subfusil Thompson, M3 Grease Gun, Springfield 1903, BAR, Browning M1919 (.30 cal), Bazooka, Karabiner 98k, Karabiner 43, MP40, Sturmgewehr 44, FG 42, MG34, MG42, Panzerschreck, Lee-Enfield, Sten, Bren y el PIAT.
La clase del soldado determina qué armas utilizará inicialmente el jugador. Además cada jugador porta de una pistola: M1911 para los estadounidenses, una Luger para los alemanes y el revólver Webley para los británicos; y un cuchillo o pala además de munición limitada. Algunas clases llevan también granadas.
Los jugadores pueden arrojar su arma principal para coger otra que hayan dejado los soldados muertos o hayan arrojado otros jugadores, por lo cual no es raro ver jugadores aliados con armas del Eje y viceversa.

## Mapas
Los mapas de Day of Defeat reúnen escenarios de batallas históricas de la Segunda Guerra Mundial que requieren que los equipos controlen las zonas y completen los objetivos. Los escenarios de control de zona requieren que los jugadores capturen banderas en puntos importantes por todo el mapa. Los mapas basados en objetivos hacen combatir a los jugadores por los objetivos de la misión, como un puente o artillería. Para conseguir estos objetivos los jugadores deben utilizar a menudo cargas de TNT. Hay otros posibles objetivos como recuperar documentos secretos y devolverlos al punto de inicio.
Los mapas oficiales incluyen escenarios como Omaha Beach durante la Batalla de Normandía, el combate en las calles de Salerno durante la Operación Avalanche o una misión en planeador para destruir una antena de radio y un cañón de 88 mm.
Además de los mapas oficiales, existen los mapas personales (custom) creados por diseñadores independientes para crear otro tipos de batallas o distintos objetivos.

## Day of Defeat: Source
Day of Defeat: Source es la siguiente versión del juego, una actualización utilizando el motor Source del Half-Life 2, que apareció el 26 de septiembre de 2005. Además de los cambios gráficos debido al nuevo motor, se realizaron cambios significativos en el sistema de juego.